# 무쿠로 (유유백서)
무쿠로(軀)는 《유유백서》에 등장하는 등장인물으로, 국내명은 구.

## 소개
성우 - 타카야마 미나미 / 김민정
히에이를 초대한 인물로 마계 3대 인물. 요미와는 적대 관계. 얼굴에 붕대를 하고 다니며 붕대를 풀면 반은 기계로 되어있는 여자.